# Impossible Mission
Impossible Mission è un videogioco del 1984 prodotto per home computer dalla Epyx. La versione originale per il Commodore 64 fu programmata da Dennis Caswell, in seguito venne convertito per diversi altri computer e console.
Il gioco ha avuto due sequel: Impossible Mission II (1988) e Impossible Mission 2025 (1994, per Amiga).

## Trama
Il giocatore interpreta un agente segreto impegnato a fermare un genio del crimine: il professor Elvin Atombender infatti minaccia il genere umano con una megabomba atomica. 
Egli dovrà penetrare nella fortezza sotterranea di Atombender, e correre una corsa contro il tempo per cercare e recuperare i pezzi di un mosaico che compone la password di accesso al covo dello scienziato, tutto mentre dei robot assassini sorvegliano le varie stanze del bunker. Solo quando tutti i pezzi della password saranno stati recuperati, il giocatore dovrà mettere insieme il mosaico e usarlo nella sala di controllo principale.

## Modalità di gioco
L'agente segreto è disarmato, ma può fare salti acrobatici. Si muove per il bunker attraverso un labirinto di ascensori e corridoi che collegano grandi stanze; la parte esplorata del labirinto è visibile anche globalmente in una minimappa. Ogni stanza occupa un'intera schermata ed è composta di piattaforme su vari piani, collegate da un sistema, a volte piuttosto complicato, di montacarichi comandabili dal giocatore. Sono presenti diversi pezzi di mobilio o macchinari da ufficio, in cui l'agente segreto deve rovistare per trovare i pezzi della password; rovistare in ogni mobile richiede del tempo, rappresentato da una barra che si accorcia, perciò spesso va fatto un po' alla volta, approfittando dei momenti in cui i nemici si allontanano.
Oltre ai pezzi di password si possono trovare bonus di due tipi: uno può azzerare la posizione di tutti i montacarichi della stanza, l'altro immobilizza tutti i robot della stanza per un po' di tempo. Per utilizzare questi bonus, una volta raccolti, il giocatore deve raggiungere un computer (ne è presente almeno uno in ogni stanza) e attivarli esplicitamente.
Per concludere il gioco si hanno un totale di 6 ore reali, terminate le quali occorre ricominciare da capo; ogni volta che l'agente segreto "muore" non perde una vita, bensì vengono sottratti 10 minuti al tempo a disposizione.

### Nemici
In Impossible Mission due tipi diversi di robot sbarrano la strada al giocatore. I primi sono dei robot semoventi su ruote capaci di generare un fulmine inceneritore e che comunque inceneriscono al tocco. I secondi sono delle sfere completamente lisce e nere che disintegrano al tocco e levitano per le varie stanze alla ricerca del giocatore, simili ai Rover de Il prigioniero.
Una nota caratteristica dei robot è che essi pur apparendo tutti uguali per forma hanno caratteristiche diverse e cioè possono essere veloci o lenti, veloci muovendosi in una direzione e lenti in quella opposta, muoversi indipendentemente dalla posizione del giocatore oppure sempre verso il giocatore, sparare o no il fulmine inceneritore, avere qualsiasi colore tra quelli consentiti dal sintetizzatore video. La grande varietà di possibilità di comportamento dei robot li rende imprevedibili e quindi particolarmente insidiosi. Queste caratteristiche cambiano in modo casuale anche da una partita all'altra, per cui la difficoltà di ogni stanza e il modo di affrontarla sono sempre diversi.
Cadere dalle piattaforme non è letale, a meno che si precipiti al di sotto della piattaforma più bassa, quindi fuori dallo schermo.

## Sonoro
La versione per Commodore 64 fa uso della sintesi vocale per riprodurre le voci umane, cosa non comune all'epoca. Nell'84 era stupefacente sentire la voce sintetizzata di Atombender che all'inizio della partita dice: "Another visitor. Stay awhile... staaaaay FOREVER!" ("un altro visitatore... fermati un po', fermati per sempre!"). Un'altra frase pronunciata di tanto in tanto è "Destroy him, my robots!" ("distruggetelo, miei robot!"). Altrettanto caratteristico è l'urlo del protagonista quando precipita fuori dallo schermo, che si affievolisce sempre di più. Quando il giocatore riesce a risolvere il gioco correttamente si vede la figura di Atombender che pronuncia "No. No! NO!", mentre una voce femminile dice "Mission Accomplished. Congratulations!". Se il giocatore, invece, perde la partita, si può udire la risata di Atombender.
L'audio digitalizzato fu fornito dalla società Electronic Speech Systems, che dopo il buon successo del gioco aumentò notevolmente i prezzi: Epyx infatti non si servì più di loro.

## Versioni
Il gioco è stato convertito all'epoca per i principali formati, anche se non tutte le versioni sono dotate di sintesi vocale. Tra le altre versioni, degna di nota è quella per Atari 7800 (formato NTSC), contenente un bug che ne impediva il completamento, corretto nella versione PAL.
Nel 2004 il gioco è apparso nella console C64 Direct-to-TV.
Fra il 2007 e il 2008, System 3 (che ha acquistato i diritti dei giochi Epyx) ha pubblicato il gioco per diversi sistemi moderni, tra cui PlayStation Portable, Nintendo DS e Wii. È possibile giocare sia alla versione originale, sia a una versione dotata di grafica e audio aggiornati.